# Урси (озеро)
Урси (фр. Mare d’Oursi) — озеро в области Сахель на севере Буркина-Фасо.
Урси является сезонно пересыхающим (в засушливый период) озером, находящимся в природной зоне Сахель на севере страны. Озеро имеет сезонный сток в реку Тин-Кашан (Бели) (приток Нигера), приток воды же получает из небольших речек и ручьёв, наполняющих озеро в период дождей.
На северном берегу озера находится село Урси.
В связи с тем, что Урси является важнейшим пунктом остановок и отдыха на пути перелётных птиц, согласно Рамсарской конвенции озеро объявлено заповедной, охранной зоной. Кроме этого, оно является важным источником питьевой воды местных жителей и скота.